# HD 166114
HD 166114 eller HR 6786, är en ensam stjärna belägen i mellersta delen av stjärnbilden Södra kronan. Den har en skenbar magnitud av ca 5,85 och är mycket svagt synlig för blotta ögat där ljusföroreningar ej förekommer. Baserat på parallax enligt Gaia Data Release 3 på ca 12,36 mas beräknas den befinna sig på ett avstånd av ca 264 ljusår (ca 81parsec) från solen. Den rör sig närmare solen med en heliocentrisk radialhastighet av ca -4 km/s. Stjärnan minskas i ljusstyrka på dess nuvarande avstånd genom skymning av interstellärt stoft med 0,31 magnitud och den har en absolut magnitud på +1,28.

## Egenskaper
HD 166114 är en vit till blå stjärna i huvudserien av spektralklass F2 V eller F0 Vn. Den andra klassificeringen anger också närvaro av diffusa eller breda absorptionslinjer grundade på stjärnans snabba rotation. Abt och Morell (1995) ger en klass av A8 IV, som i stället anger en något utvecklad underjätte av spektraltyp A. Gaia DR3 modellerar den för att vara en ganska utvecklad huvudseriestjärna.  Den har en massa av ca 1,7 solmassa, en radie av ca 3 solradier och utsänder energi från dess fotosfär motsvarande ca 26 gånger solen vid en effektiv temperatur av ca 7 500 K. Den har en lätt metallbrist med en järnmängd på 81 procent av solens ([Fe/H] = -0,09) och den uppskattas vara 1,2 miljarder år gammal.